# Afrikan Nikolaevich Krishtofovich
Afrikan Nikolaevich Krishtofovich ou African Nikolaevich Kryshtofowicz (Африкан Николаевич Криштофович) (1885 – 1953) foi um paleontólogo russo do tempo da União Soviética.
Krishtofovich  reuniu  uma importante coleção sobre a flora da era Mesozoica. Em  1932,  publicou Geological review of the countries of the Far East. 
Uma cratera do planeta Marte foi nomeada em sua homenagem.